# Бронхи
Бро́нхи (лат. bronchi, однина bronchus, від грец. βρονχος — «дихальне горло», «трахея»; рідше bronchia, однина bronchium) — розгалуження дихальних шляхів у вищих хребетних амніот, у тому числі у людини.

## Бронхи людини

Бронхіальні частки правого і лівого легень (відповідають 5 частковим бронхам):
верхні
середня
нижні

Міжнародна класифікація передбачає певні назви кожного бронхолегеневого сегмента та їхню нумерацію. Розгалужену систему бронхів називають бронхіальним деревом (arbor bronchialis).

### Головні бронхи
Два найбільші бронхи називаються головними (bronchi principales), вони починаються в місці роздвоєння трахеї (bifurcatio tracheae). Між бронхами розташовується кіль трахеї (carina tracheae), що являє собою гребінь хряща. Головні бронхи мають таку ж будову, як і трахея. Вони розходяться і входять у ворота легень.
Правий головний бронх (bronchus (principalis) dexter) ширший і коротший (в ньому 6-8 хрящових півкілець) від лівого (тут є 9-12 півкілець), за напрямком правий бронх є ніби продовженням трахеї. Від правого головного бронха беруть початок 3 часткових бронхи. Поверх правого бронха ззаду вперед проходить непарна вена (vena azygos), прямуючи до верхньої порожнистої вени.
Лівий головний бронх (bronchus (principalis) sinister) відразу ділиться на 2 часткових бронхи. Через лівий головний бронх перегинається дуга аорти.

### Часткові бронхи
Головні бронхи дають початок вторинним (частковим) бронхам (bronchi lobares). Від правого головного бронха беруть початок 3 часткових бронхи — верхній (bronchus lobaris superior dexter), середній (b. lobaris medius dexter) і нижній (b. lobaris interior dexter). Під верхнім проходить права легенева артерія. Лівий головний бронх ділиться тільки на 2 часткових бронхи — верхній (b. lobaris superior sinister) і нижній. Верхній лівий частковий бронх ділиться на дві гілки, які іноді позначають як верхньочастковий стовбуровий бронх і язичковий бронх (частіше вважається, що верхній лівий частковий бронх безпосередньо розгалужується на 4 сегментарні бронхи). Часткові бронхи відповідають 5 легеневим часткам.
Від часткових відходять третинні (сегментарні) бронхи, які далі галузяться дихотомічно.

### Сегментарні бронхи
Далі бронхи поділяються на сегментарні (третинні) бронхи (bronchi segmentales), яких налічується 10 сегментів справа і 9 (іноді виділяють 10) зліва. Іноді трапляються додаткові сегментарні бронхи.
Праві сегментарні бронхи
- Верхня частка:
  - Верхній сегментарний бронх (bronchus segmentalis apicalis)
  - Передній сегментарний бронх (bronchus segmentalis anterior)
  - Задній сегментарний бронх
- Середня частка:
  - Бічний сегментарний бронх
  - Присередній сегментарний бронх
- Нижня частка:
  - Верхівковий сегментарний бронх
  - Присередній (паракардіальний) сегментарний бронх
  - Передній базальний сегментарний бронх
  - Бічний базальний сегментарний бронх
  - Задній базальний сегментарний бронх

Ліві сегментарні бронхи
- Верхня частка
  - Верхівковий сегментарний бронх
  - Задній сегментарний бронх
  - Передній сегментарний бронх
  - Бічний або верхній язичковий сегментарний бронх (bronchus lingularis superior)
  - Присередній або нижній язичковий сегментарний бронх (bronchus lingularis inferior)
- Нижня частка
  - Верхівковий сегментарний бронх
  - Передній базальний сегментарний бронх
  - Бічний базальний сегментарний бронх
  - Задній базальний сегментарний бронх

Місце паракардіального лівого сегментарного бронха займає серце.

### Субсегментарні бронхи
Сегментарні бронхи діляться на субсегментарні (b.b. subsegmentales). Іноді трапляються додаткові субсегментарні бронхи.

### Часточкові бронхи
Часточкові бронхи (bronchi lobulares) утворюються розгалуженнями субсегментарних, і входять всередину легеневих часточок.

### Внутрішньочасточкові бронхи
Внутрішньочасточкові бронхи (bronchi interlobulares) утворюються розгалуженнями часточкових і розташовуються всередині легеневих часточок. Гілки, на які вони розгалужуються, прийнято називати бранхіолами.

### Бронхіоли
Бронхіоли — кінцеві гілки бронхіального дерева, що не містять хрящів і переходять у альвеолярні ходи легень, що несуть альвеолярні мішечки й альвеоли.

### Мікроанатомія
Із зменшенням калібру бронхів їхні хрящі поступово змінюють форму: спочатку це півкільця, потім хрящові пластинки різної величини, і зовсім вони зникають у бронхіолах завширшки близько 1 мм. У стінках внутрішньолегеневих бронхів є круговий шар міоцитів, розташованих між слизовою оболонкою і хрящами.
У дрібних бронхах (завширшки до 1-2 мм) поступово зникають хрящові пластинки і залози, а м'язова пластинка слизової оболонки стає відносно потовщеною. Внутрішньочасточкові бронхи розпадаються на різну кількість кінцевих (термінальних) бронхіол (18-20), які є кінцевими розгалуженнями повітроносних шляхів і мають діаметр близько 0,5 мм.
Бронхи вистелені війчастим псевдобагатошаровим епітелієм з великою кількістю келихоподібних клітин. Є клітини Клара (секреторні), які виділяють ферменти для руйнування сурфактантів. Сурфактант (фосфоліпіди, білки і глікопротеїди) — поверхневоактивна речовина, яка підтримує поверхневий натяг альвеол. Має бактерицидні властивості.